# Billete de doscientos eslotis
El billete de 200 złotych es el billete de mayor denominación de todos los utilizados de Polonia. Tiene unas medidas de 72 x 144 mm

## Características
Los colores utilizados en el billete son el naranja y el marrón. El billete ofrece un retrato del rey Segismundo I el Viejo en el anverso y un águila con corona y una banda en forma de S, de fondo el Castillo de Wawel en el reverso.
El billete está protegido con múltiples medidas de seguridad como marcas de agua y mircroimpresión para evitar su falsificación.